# Chantemerle-sur-la-Soie
Chantemerle-sur-la-Soie é uma comuna francesa na região administrativa da Nova Aquitânia, no departamento de Charente-Maritime. Estende-se por uma área de 5,72 km². Em 2010 a comuna tinha 197 habitantes (densidade: 34,4 hab./km²).